# 공군훈련단
오스트레일리아 왕립공군 공군훈련단(Air Force Training Group)은 RAAF 윌리엄스에 본부를 둔 군사교육훈련부대이다.
공군훈련단은 기본적으로 왕립공군의 장병에 대한 교육훈련을 관리감독하고 있지만, 오스트레일리아 육군이나 오스트레일리아 왕립해군에서 위탁받기도 한다.

## 역사
제2차 세계 전쟁 이후 오스트레일리아 방위군은 재조직화를 시작하였다. 1953년 남부지역사령부에서 훈련 기능을 분리하여 9월 1일에 훈련사령부를 편성하였다. 1959년 9월 7일 정비사령부와 병합하여 RAAF 지원사령부를 편성하였다가, 1990년 2월 7일에  빅토리아주의 포인트쿡 기지에서 재창설되었다. 1999년 1월 1일에 RAAF 윌리엄스로 옮겼고, 2006년 7월 1일에 RAAF 항공사령부 예하 공군훈련단으로 축소되었다.

## 편성

### 항공훈련Wing
- 오스트레일리아 국방군 기초비행훈련학교 - 사우스웨일스 탐워스 광역공항
- 제2비행훈련학교 - 웨스트오스트레일리아 RAAF 피어스 기지
- 중앙비행학교 - RAAF 이스트세일 기지
- 제32전대 - RAAF 이스트세일 기지
- 항공전학교 - RAAF 이스트세일 기지
- 항공교통관제학교 - RAAF 이스트세일 기지
- 오스트레일리아 왕립공군 박물관 - RAAF 윌리엄스

### 지상훈련Wing
- RAAF 행정군수훈련학교 - RAAF 와가 기지
- RAAF 기술훈련학교 - RAAF 와가 기지
- 국방폭발물훈련학교 - 뉴사우스웨일스, 오차드 힐스 국방시설
- RAAF 경비사격학교 - 퀸즈랜드, RAAF 앰버리 기지
- 전투생존훈련학교 - 퀸즈랜드, RAAF 타운스빌 기지

### 예비역훈련익
RAAF 앰버리 기지에 본부를 둔 오스트레일리아 왕리공군의 예비역 훈련부대이다.
1998년 5월 18일에 전투지원단 휘하에 전투예비역익(Combat Reserve Wing)으로 편성되었고 2006년 1월 1일에 예비역훈련익(Reserve Training Wing)으로 개명되었다.
- 제13(다윈)전대 - 노던 준주, RAAF 다윈 기지
- 제21(맬버른)전대 - RAAF 윌리엄스
- 제22(시드니)전대 - 뉴사우스웨일스 시드니, RAAF 리치먼드 기지
- 제23(브리즈번)전대 - 브리즈번, RAAF 앰벌리 기지
- 제24(아델에이드)전대 - 사우스오스트레일리아 아델에이드, RAAF 애든버러 기지
- 제25(퍼스)전대 - 웨스턴오스트레일리아 퍼스, RAAF 피어스 기지
- 제26(뉴캐슬)전대 - 뉴사우스웨일스 뉴캐슬, RAAF 윌리엄타운 기지
- 제27(타운스빌)전대 - RAAF 타운스빌 기지
- 제28(캔버라)전대 - 캔버라, HMAS 하먼
- 제29(호버트)전대 - 타즈매니아 호버트, 앵글 막사

### RAAF 대학
RAAF 와가 기지를 본부를 두고 있는 오스트레일리아 왕립 공군대학은 사우스웨일스와 빅토리아에 있는 부대를 통제한다.
1947년 8월 1일에 RAAF 포인트쿡 기지에 설립되었고, 1961년 공군사관학교로 재조직되었다. 1986년에 오스트레일리아 국방군 사관학교의 설립에 따라 다시 대학으로 재조직되었다. 2008년 1월 1일까지 지상훈련익에서 교육훈련을 맡아왔다가, 이듬해 2009녀 12월 일에 별동 조직으로 분리되었다.
- 제1모집훈련부대 - RAAF 와가 기지
- 대학원 교육학교 - RAAF 와가 기지
- 장교훈련학교 - RAAF 이스트세일 기지
- 국방국제훈련소 - RAFF 윌리엄
- 공군 군악대 - RAAF 윌리엄

## 계보
- 1953년 9월 1일, Training Command
→훈련사령부
- 2006년 7월 1일, Air Force Training Group
→공군훈련단